# Sa’id Hasan Afifi
Sa’id Hasan Afifi (arab. سعيد حسن عفيفي) – egipski zapaśnik walczący w obu stylach. Srebrny medalista mistrzostw Afryki w 1981 roku.